# Liste von Burgen, Schlössern und Festungen im Département Ille-et-Vilaine
Die Liste von Burgen, Schlössern und Festungen im Département Ille-et-Vilaine listet bestehende und abgegangene Anlagen im Département Ille-et-Vilaine auf. Das Département zählt zur Region Bretagne in Frankreich.

Wappen des Départements Ille-et-Vilaine (35)
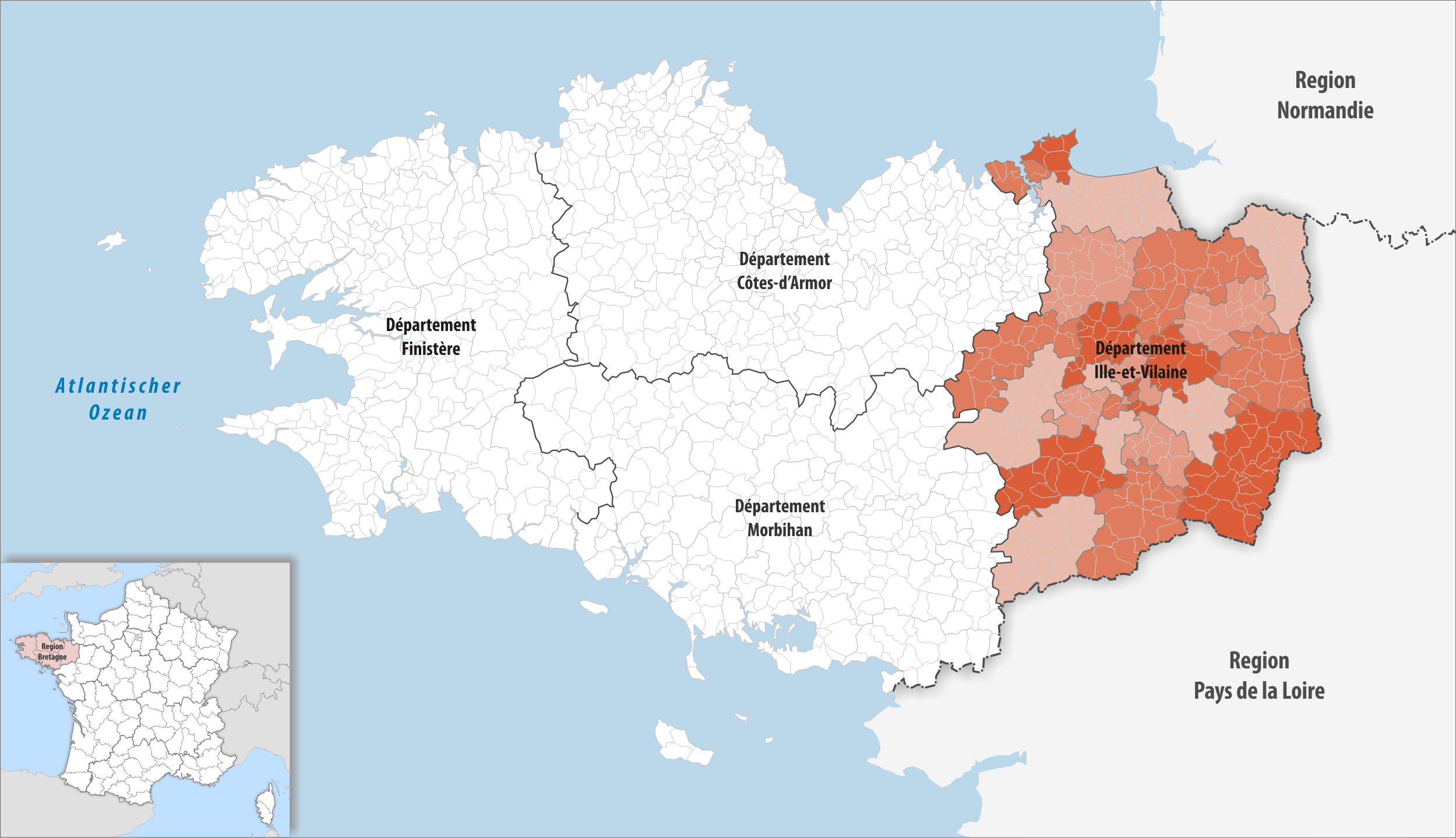
Lage des Départements Ille-et-Vilaine in der Region Bretagne
Lage der Region Bretagne in Frankreich

## Liste
Bestand am 3. Juni 2022: 65
| Name deu / fra                                                     | Gemeinde / Lage                             | Typ (Untertyp)       | Bemerkungen                                 | Bild |
| ------------------------------------------------------------------ | ------------------------------------------- | -------------------- | ------------------------------------------- | ---- |
| Schloss La Ballue Château de la Ballue                             | Bazouges-la-Pérouse                         | Schloss              |                                             |      |
| Herrenhaus La Baronnais Manoir de la Baronnais                     | Dinard                                      | Schloss (Herrenhaus) |                                             |      |
| Schloss Bel-Air Château de Bel-Air                                 | Le Pertre 48,03889° N, 1,043508° W          | Schloss (Herrenhaus) |                                             |      |
| Schloss Blossac Château de Blossac                                 | Goven 48,031676° N, 1,77913° W              | Schloss              |                                             |      |
| Schloss Le Bois Glaume Château du Bois Glaume                      | Poligné 47,894446° N, 1,677013° W           | Schloss              |                                             |      |
| Herrenhaus Boisorcant Manoir de Boisorcant                         | Noyal-sur-Vilaine 48,064668° N, 1,501954° W | Schloss (Herrenhaus) |                                             |      |
| Schloss Le Bois-Bide Château du Bois-Bide                          | Pocé-les-Bois 48,108829° N, 1,266953° W     | Schloss              |                                             |      |
| Schloss Le Bois-Cornillé Château du Bois-Cornillé                  | Val-d’Izé 48,186253° N, 1,293798° W         | Schloss              |                                             |      |
| Schloss Le Bois-Guy Château du Bois-Guy                            | Parigné                                     | Schloss              |                                             |      |
| Schloss Bonaban Château de Bonaban                                 | La Gouesnière                               | Schloss              |                                             |      |
| Schloss Bonnefontaine Château de Bonnefontaine                     | Antrain                                     | Schloss              |                                             |      |
| Schloss Le Bosc Château du Bos                                     | Saint-Malo                                  | Schloss (Herrenhaus) |                                             |      |
| Schloss Le Boschet Château du Boschet                              | Bourg-des-Comptes                           | Schloss              |                                             |      |
| Schloss Le Bouëxic Château du Bouëxic                              | La Chapelle-Bouëxic                         | Schloss              |                                             |      |
| Schloss La Bourbansais Château de la Bourbansais                   | Pleugueneuc                                 | Schloss              |                                             |      |
| Burg Boutavent Château de Boutavent                                | Iffendic                                    | Burg                 | Ruine                                       |      |
| Schloss Les Bretonnières Château des Bretonnières                  | Erbrée                                      | Schloss              |                                             |      |
| Schloss La Briantais Château de la Briantais                       | Saint-Malo                                  | Schloss              |                                             |      |
| Schloss La Chapelle-Chaussée Château de La Chapelle-Chaussée       | La Chapelle-Chaussée                        | Schloss              |                                             |      |
| Schloss Caradeuc Château de Caradeuc                               | Bécherel                                    | Schloss              |                                             |      |
| Burg Châteaugiron Château de Châteaugiron                          | Châteaugiron                                | Burg                 |                                             |      |
| Schloss La Chipaudière Malouinière de la Chipaudière               | Saint-Malo                                  | Schloss (Herrenhaus) | Im Ortsteil Paramé                          |      |
| Burg Combourg Château de Combourg                                  | Combourg                                    | Burg                 |                                             |      |
| Fort La Conchée Fort de la Conchée                                 | Saint-Malo                                  | Festung (Fort)       |                                             |      |
| Schloss Le Demaine Malouinière du Demaine                          | Saint-Méloir-des-Ondes                      | Schloss (Herrenhaus) |                                             |      |
| Schloss L’Espinay Château de l'Espinay                             | Champeaux                                   | Schloss              |                                             |      |
| Schloss La Foltière Château de la Foltière                         | Le Chatellier                               | Schloss              |                                             |      |
| Burg Fougères Château de Fougères                                  | Fougères                                    | Burg                 |                                             |      |
| Herrenhaus Le Grand Trémaudan Manoir du Grand Trémaudan            | Combourg                                    | Schloss (Herrenhaus) |                                             |      |
| Herrenhaus Le Grand Val Ernoul Malouinière du Grand Val Ernoul     | Saint-Méloir-des-Ondes                      | Schloss (Herrenhaus) |                                             |      |
| Burg Grand-Fougeray Château de Grand-Fougeray (Tour Duguesclin)    | Grand-Fougeray                              | Burg                 | Ruine, nur ein Turm erhalten                |      |
| Fort Harbour Fort de Île Harbour                                   | Dinard                                      | Festung (Fort)       |                                             |      |
| Burg Hédé Château de Hédé                                          | Hédé-Bazouges                               | Burg                 | Ruine                                       |      |
| Burg Landal Château de Landal                                      | Broualan                                    | Burg                 |                                             |      |
| Herrenhaus La Lanterne Maison de la Lanterne                       | Combourg                                    | Schloss (Herrenhaus) |                                             |      |
| Herrenhaus Limoëlou Manoir de Limoëlou                             | Saint-Malo                                  | Schloss (Herrenhaus) | Musée de Jacques Cartier                    |      |
| Schloss Lourdes Château de Lourdes                                 | Saint-Méloir-des-Ondes                      | Schloss              |                                             |      |
| Herrenhaus La Marche Manoir de la Marche                           | Le Pertre                                   | Schloss (Herrenhaus) |                                             |      |
| Schloss La Mettrie-aux-Louëts Malouinière de la Mettrie-aux-Louëts | Saint-Coulomb                               | Schloss (Herrenhaus) |                                             |      |
| Schloss Monbouan Château de Monbouan                               | Moulins                                     | Schloss              |                                             |      |
| Schloss Montmarin Château de Montmarin                             | Pleurtuit                                   | Schloss              |                                             |      |
| Burg Montmuran Château de Montmuran                                | Les Iffs                                    | Burg                 |                                             |      |
| Schloss La Motte-des-Vaux Château de la Motte-des-Vaux             | Ercé-en-Lamée                               | Schloss              |                                             |      |
| Schloss La Motte-Jean Château de la Motte-Jean                     | Saint-Coulomb                               | Schloss              |                                             |      |
| Fort National                                                      | Saint-Malo                                  | Festung (Fort)       |                                             |      |
| Schloss Le Nessay Château du Nessay                                | Saint-Briac-sur-Mer                         | Schloss              |                                             |      |
| Schloss Les Ormes Château des Ormes                                | Epiniac                                     | Schloss              |                                             |      |
| Fort Le Petit Bé Fort du Petit Bé                                  | Saint-Malo                                  | Festung (Fort)       | Auf der Gezeiteninsel Petit Bé              |      |
| Schloss Le Plessis-Bardoult Château du Plessis-Bardoult            | Pléchâtel                                   | Schloss              |                                             |      |
| Schloss La Portbarré Château de la Portbarré                       | Saint-Méloir-des-Ondes                      | Schloss              |                                             |      |
| Herrenhaus Le Prince Noir Maison du Prince Noir                    | Dinard                                      | Schloss (Herrenhaus) |                                             |      |
| Schloss Le Rocher-Portail Château du Rocher-Portail                | Maen Roch                                   | Schloss              |                                             |      |
| Schloss Les Rochers-Sévigné Château des Rochers-Sévigné            | Vitré                                       | Schloss              |                                             |      |
| Villa Les Roches Brunes                                            | Dinard                                      | Schloss (Villa)      |                                             |      |
| Schloss La Rouërie Château de la Rouërie                           | Saint-Ouen-la-Rouërie                       | Schloss              |                                             |      |
| Burg Saint-Aubin-du-Cormier Château de Saint-Aubin-du-Cormier      | Saint-Aubin-du-Cormier                      | Burg                 | Ruine                                       |      |
| Burg Saint-Malo Château de Saint-Malo                              | Saint-Malo                                  | Burg                 |                                             |      |
| Burg Solidor Tour Solidor                                          | Saint-Malo                                  | Burg (Turm)          |                                             |      |
| Schloss Le Teilleul Château du Teilleul                            | Bourgbarré                                  | Schloss              |                                             |      |
| Schloss Les Tesnières Château des Tesnières                        | Torcé                                       | Schloss              |                                             |      |
| Schloss Vaulérault Château de Vaulérault                           | Saint-Méloir-des-Ondes                      | Schloss              |                                             |      |
| Herrenhaus La Vicomté Manoir de la Vicomté                         | Dinard                                      | Schloss (Herrenhaus) |                                             |      |
| Schloss La Ville Bague Malouinière de la Ville Bague               | Saint-Coulomb                               | Schloss (Herrenhaus) |                                             |      |
| Schloss La Villouyère Château de la Villouyère                     | Vignoc                                      | Schloss              | Das Schloss stammt aus dem 18. Jahrhundert. |      |
| Burg Vitré Château de Vitré                                        | Vitré                                       | Burg                 |                                             |      |